# Rochlov
Rochlov je vesnice v okrese Plzeň-sever v Plzeňském kraji. Žije zde 305 obyvatel.

## Historie

### Rochlov Malý a Velký
Původ jména Rochlov zřejmě pochází od jména původního majitele nebo od osobního jména Rochla (Profous, 3/1951 s. 577) Tím vzniká i přívlastek Rochlův – Rochlov (dvůr, či vesnice), někde také uváděno jako Rochlová, v němčině se pak uvádí Rochlowa.
Nejstarší zmínka o Rochlově pochází z dochovaného berního rejstříku Plzeňského kraje z roku 1379. V tomto registru jsou uváděny Rochlovy dva: Velký Rochlov, jehož část (6 polovin zemí) vlastnil Lev, který měl také podsedka v Erpužicích, a dále Malý Rochlov, jehož jedna část tvořená třemi čtvrtinami popluží náležela Rackovi a druhá část, tvořená taktéž třemi čtvrtinami popluží, Onšovi (Emler 1876, 26).
Rochlovy jsou i dnes skutečně dva:
- Obec Rochlov, 380 m n. m., okres Plzeň-sever má dnes 219 obyvatel, spadá pod správu Nýřan, obce s rozšířenou působností. Rochlov se nachází 4 km západně od Nýřan, katastrální výměra obce je 219 ha.
- Samota Rochlov, 450 m n. m. se nachází 1 km severozápadně od Lomničky. Lomnička je části obce Kšice v okrese Tachov s necelými 20 obyvateli. Dnes se na samotě Rochlov nachází několik domů, také 2 rybníky.

Oba Rochlovy jsou tak vzdálené vzdušnou čarou 15 km, avšak kvůli Hracholuské přehradě přes Stříbro 22 km.
Dřívější badatelé se domnívali, že Velký a Malý Rochlov byly dvě lokality blízko sebe, které splynuly v jeden celek – v nynější ves Rochlov u Nýřan (Sedláček 1908, 768; Bělohlávek 1985, 292, Ebel 1989, 1). V nových souvislostech však se však teprve ukázalo, že dnešní samota Rochlov je tím oním původním Velkým Rochlovem a dnešní obec u Nýřan je Malý Rochlov zmiňovaný v roce 1379.

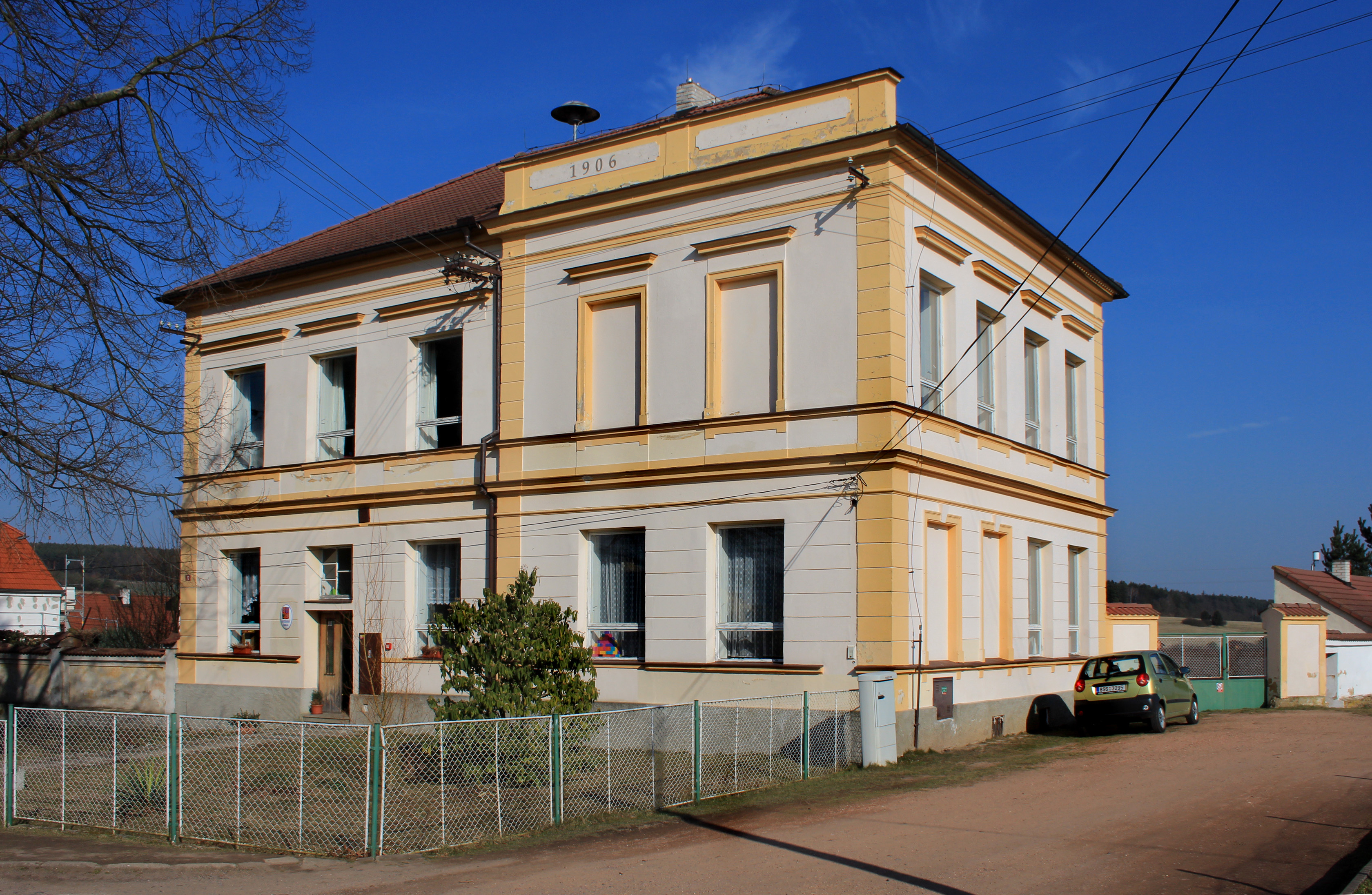
Bývalá škola

Již zmiňovaný Lev měl v roce 1379 jednoho poddaného v Erpužicích, které jsou vzdálené od samoty Rochlov 3,5 km a také byl majitelem 1 km vzdálené Lomničky. V témže roce již existoval v Erpužicích farní kostel svaté Markéty. Roku 1380 koupil Lvík z Rochlova statek v Bezemíně za 63 kop českých grošů (Emler 1870, 461). Lev z roku 1379 je tu označen domáckou variantou jména, predikátem z Rochlova a koupil majetek v Bezemíně, sousedícím s (Velkým) Rochlovem, nynější samotou. Této lokality se také týká odúmrť po Lvíkovi a Chvalovi, kteří zemřeli roku 1395 (Chval byl asi držitel druhé části Velkého Rochlova, nicméně držitele dalších částí Malého a Velkého Rochlova nejsou známi a zůstává dosud otevřenou otázkou, zda původní majitelé byly leníky kladrubského a chotěšovského kláštera). Nárok na jejich pozůstalost si činili jejich bratři Ješek a Vlach, ale majetek získal dle dodatku odúmrtě jakýsi Chval z Očína (AČ XXXV, 232, 234, 235). Očín je od samoty Rochlova vzdálen 4 km (Rožmberský).
V té době zcela jistě ještě neexistovala obec Rochlov. Velmi velká část dnešních měst a obcí pochází právě z období mezi 11. a 13. stoletím, stejně tomu tak je i u Rochlova. Jen předslovanské osídlení v nížinných oblastech asi do 350 m n. m. je starší. V průběhu celých věků přes území dnešního Rochlova i druhého Rochlova (dnešní samota u Lomničky) procházely důležité stezky, které měly zásadní vliv na rozvoj osídlení v tomto kraji. Z těchto důvodů mohly vzniknout i oba Rochlovy. Jsou od sebe vzdálené vzdušnou čarou 16 km a zřejmě byly původně majetkem jakéhosi Rochly, který mohl mít za úkol střežit část obchodní stezky. Ostatně i později měl zejména kladrubský klášter zásadní vliv na dění v Rochlově, některé majetky zřejmě patřily právě kladrubskému klášteru.

### Husitství
V 15. století zřejmě za husitských nepokojů zanikl tehdejší Velký Rochlov, protože dále o něm jako o obci již nejsou zprávy, a byl snad po staletích obnoven jako hospodářský dvůr či hájovna. Ještě ve vojenské topografii z druhé půlky 18. století (Schaller 1788) není uveden (což ovšem neznamená, že jako samota v té době neexistoval). Další osudy se tedy týkají Malého Rochlova, dnešní obce u Nýřan. Je známo, že v Rochlově seděl roku 1406 Přech z Holedče (Sedláček 1908, 768), zřejmě totožný s k roku 1407 zmíněném Přechem z Rochlova, který byl tehdy ustanoven dodavatelem půhonu (obeslání) k soudu vladykům z Tlučné. Půhončím byl zpravidla jmenován man usedlý v blízkosti pohnaného (Friedrich 1929, 164). Protože je samota Rochlov vzdálena od Tlučné 21 km a ves Rochlov jen 7 km, měl by se Přech psát po nynější vsi Rochlovu. Podle toho, že v letech 1406 a 1407 změnil predikát, tedy vlastně adresu, lze soudit, že odešel z Holedče (u Žatce) a koupil či jiným způsobem získal nějaký majetek v Malém Rochlově, tedy v nynější vsi, těsně před rokem 1406. Přech z Holedče a potom z Rochlova jistě užíval, tak jako ostatní vladykové z Holedče, za znamení na štítě i v klenotu klobouk (Sedláček 1925, 212. 127).

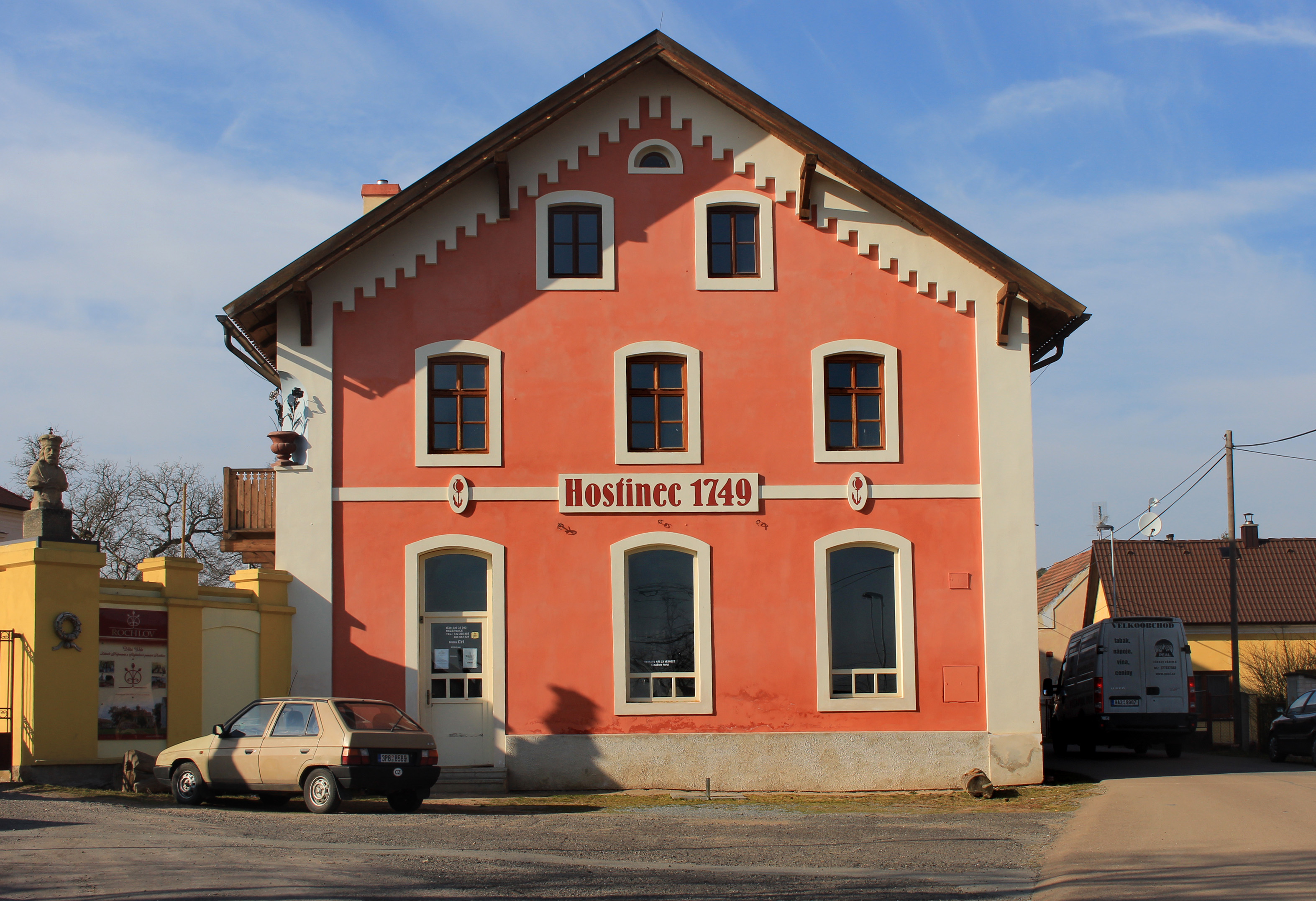
Restaurace u zámku

Drobnou zajímavostí je, že z kraje Rochlova pocházel Jakoubek ze Stříbra, narozený ve Víchově, což je vesnička vzdálená vzdušnou čarou od tehdejšího Velkého Rochlova pouhých 6 km. Jakoubek ze Stříbra byl spolužákem mistra Jana Husa, jeho nástupcem v Betlémské kapli a byl předním ideologem rozvíjejícího se husitského hnutí. (Kumpera 2004, 112). Jakoubek určitě znal Velký i Malý Rochlov, protože to byl kraj jeho rodiště.
Písemné prameny v tomto období mlčí, protože nastala doba husitská. V této bouřlivé době docházelo k násilným událostem i v okolí Rochlova, když celé západní Čechy byly nástupištěm cizích vojsk v podobě kruciát. Jen Zikmundem podporovaná Plzeň byla dobývána husity čtyřikrát a ve směru hlavních komunikací té doby mnohokráte pochodovalo obrovské vojsko. Ozbrojené akce doprovázelo mnoho násilí, rabování, ničení. Plzeň sehrála v době husitských válek významnou úlohu. Byla katolickou oporou, podporována i samotným Zikmundem. Další významnou roli hrál tzv. plzeňský landfrýd (jednota feudálů) a jeho předák, mocný Bohuslav ze Švamerka, pán z Krasíkova. Plzeň totiž zajišťovala komunikaci po diplomatické a zpravodajské funkci s katolickou cizinou a zejména s Norimberkem.
Poprvé prošla vojska kolem tehdy obou Rochlovů na samém počátku roku 1421, když Jan Žižka na svém tažení zřejmě z Klatov dobyl Chotěšov, Kladruby a dále Krasíkov. Ten pak neúspěšně obléhali plzenští. Ještě jednou se pokusili ho dobýt v roce 1422. Další mohutnou akcí, která se odehrála v roce 1427, byla čtvrtá křížová výprava proti husitům. Křižáci v počtu přes osmdesát tisíc mužů se rozhodli dobývat město Stříbro, jenže ještě před vlastním střetnutím uprchli před blížícími se husity. Další křížová výprava se chystala v Německu v roce 1431, tažení od Tachova bylo ukončeno bitvou u Domažlic, když husité přispěchali od Berouna. V letech 1433 a 1434 byla naopak husity téměř rok dobývána počtvrté Plzeň. Za vydatné pomoci ostatních měst, samotného Zikmunda a dalších katolíků se podařilo Plzeň ubránit.

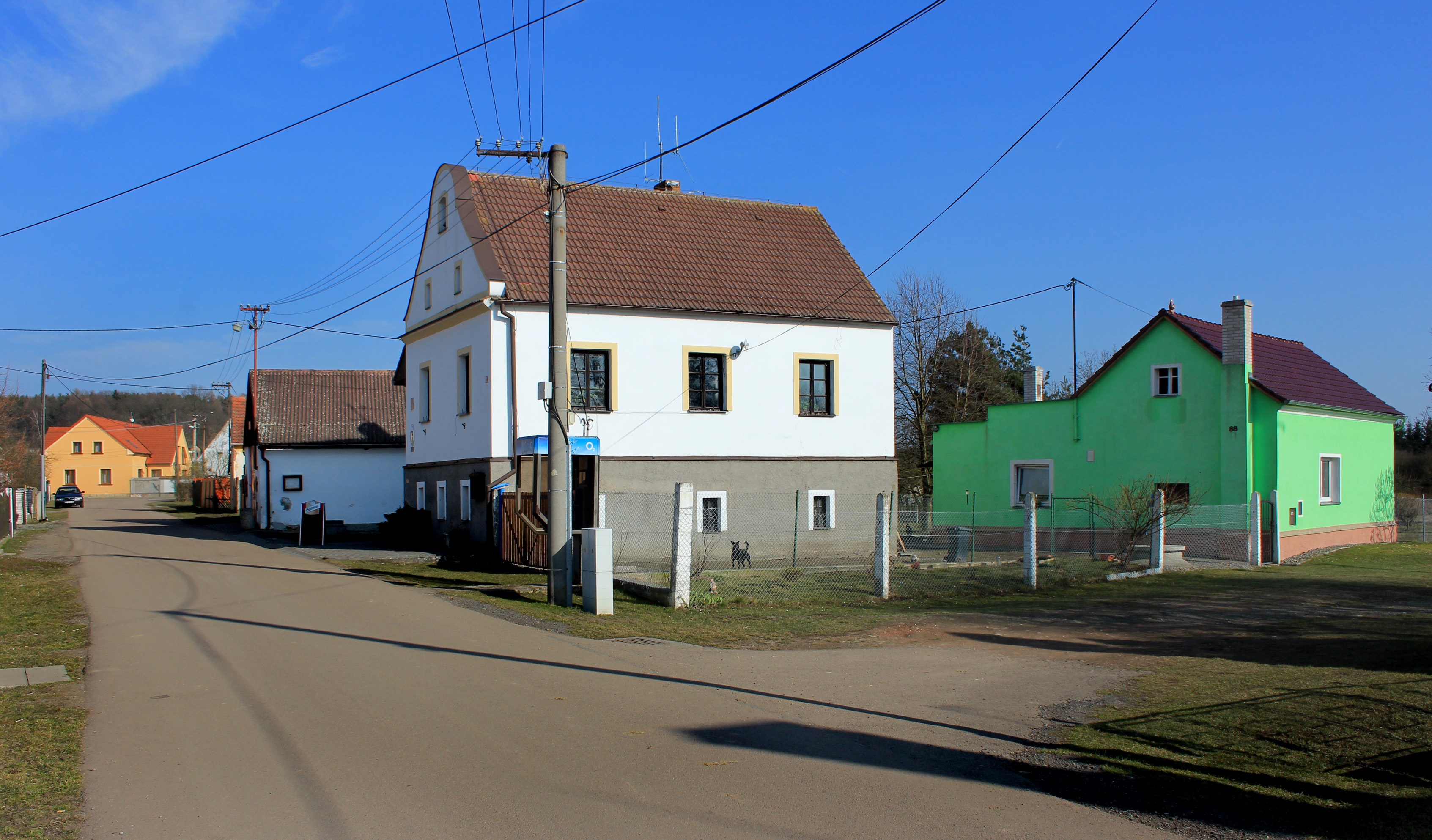
Obecní úřad

Vojska často postupovala přímo ve směrech tehdejších hlavních směrů obchodních stezek, poblíž kterých ležel právě Rochlov Malý i Velký. Osud obou vesniček byl zřejmě velmi pohnutý, a je pravděpodobné, že v této době zanikl právě Rochlov Velký, případně tvrz na Rochlově Malém. Je také velmi pravděpodobné, že majitel Rochlova patřil k plzeňskému landfrýdu nebo ke katolickým pánům. Přímá zpráva sice není, ale lze tak usoudit z dochovaných zpráv o tom, že v době husitských válek se obojích Sekyřan zmocnil císař Zikmund, který Dolní Sekyřany v roce 1421 zastavil Václavovi z Blatnice a Horní v roce 1422 Janovi ze Švamberka.

### Rochlov do 16. století
Od Přecha koupil jeho majetek v Rochlově Jan z Krsova. Po něm dědil syn Vilém Krs, který obtížil dědiny dluhem 100 kop grošů a své právo, které měl v Rochlově, převedl na Mikuláše Vrbického (věřitele?). Nějaké nároky na tento majetek vznesl Marek z Rochlova a mezi ním a pannou Kateřinou, dcerou Viléma Krse, vznikl spor. O tom všem existují zprávy roku 1485, kdy soud rozhodl, že Kateřině bude ponecháno její dědictví.

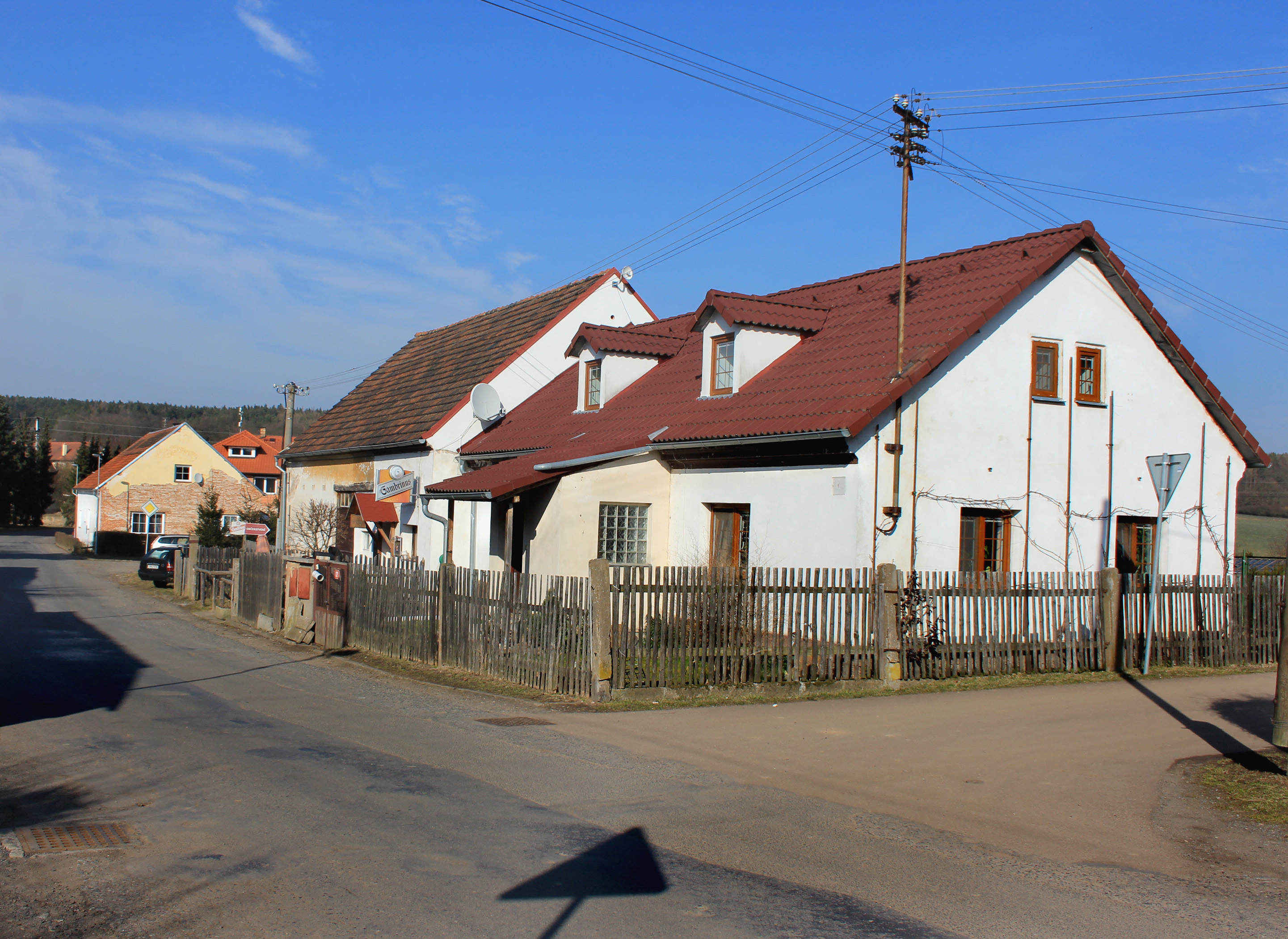
Zástavba na jihu

Jan Rochlovec měl syny Jakuba a Václava, kteří ovšem žili v Plzni. Už roku 1496 měl spolusoused, opatrný muž Jakub Rochlovec, v Plzni dům. Roku 1503 byl Jakub z Rochlova jmenován mezi urozenými panoši ručícími za Bavůrka ze Švamberka (Bavůrek byl loupeživý rytíř, který výrazně škodil Plzni a později byl popraven) v souvislosti s dvorem na plzeňském předměstí, ale roku 1510 je Jakub z Rochlova opět nazýván spoluměšťanem a slovutným mužem. Naposledy je Jakub Rochlovec připomínán jako majitel domu v Plzni, i když zadluženého, roku 1524. Václav či Vaněk Rochlovec je jako příjemce odkazů plzeňských měšťanů jmenován v letech 1510 a 1522 (Strnad 1905, 363, 390, 458, 615, 708, 735). Jakub žil patrně ve městě, ale držel stále ještě nezaplacený majetek v Rochlově po otci. Roku 1523 byl proto Jakub Rochlovec z Rochlova kladrubským klášterem zažalován z dluhu 100 kop míšeňských grošů. Jakub se však k soudu nedostavil (AČ XXXII, 386, 398, 610), čímž při prohrál a zřejmě musel majetek v Rochlově klášteru vrátit k roku 1524. Tento kladrubský díl Rochlova byl roku 1558 tvořený již jen dvěma „člověky“ (Profous 1951, 577) a v roce 1654 pouze jedinou selskou usedlostí (Doskočil 1953, 471). Po zrušení kláštera připadla ke statku Čeminy a byla před koncem patrimoniálního období (2 domy) přikoupena ke statku Rochlovu (Bystrický 1975, 12; Bystrický 1976, 335; Sommer 1838, 126).
Někdy před shořením desk zemských prodala manželka Jiříka Kočovského z Kočova Ofka z Chrástu Mikuláši Hošťálkovi z Hojnestu na Vlkýši díl Rochlova za 250 kop českých grošů. Z obnoveného zápisu z roku 1543 je zřejmé, že tento díl Rochlova byl tvořen pouze poplužním dvorem s poplužím, doslova se uvádí, že stateček představoval: „dvůr poplužní s poplužím, na kterém sedí Jan syn Jírův s dvořištěm pustým…“ Pokud je tedy zápis úplný, nepatřili ke statku ani žádní poddaní (Vavroušková 1935. 225). Na jednom ze dvou předpokládaných poplužních dvorů tedy již hospodařil poddaný, a poddanská usedlost patřící k tomuto dílu byla pustá. Je možné, že druhý poplužní dvůr byl přikoupen k sousednímu statku Vlkýši již někdy dříve. Jakub Rochlovec z Rochlova „a v Plzni“ nevybředal z dluhů, v roce 1524 byli dokonce věřitelem pohnáni k soudu rukojmí, kteří se za něj zaručili (AČ XXXIII, 181), a zdá se pravděpodobné, že po ztrátě kladrubského majetku v Rochlově byl nucen prodat i jeden ze zdejších poplužních dvorů. Tímto prodejem Rochlova zhruba na sto let patřil Rochlov k vlkýšské tvrzi. Ještě Mikuláš z Hojnestu zřídil v Rochlově výsadní krčmu (Ebel 1989, 3).

### Millachové

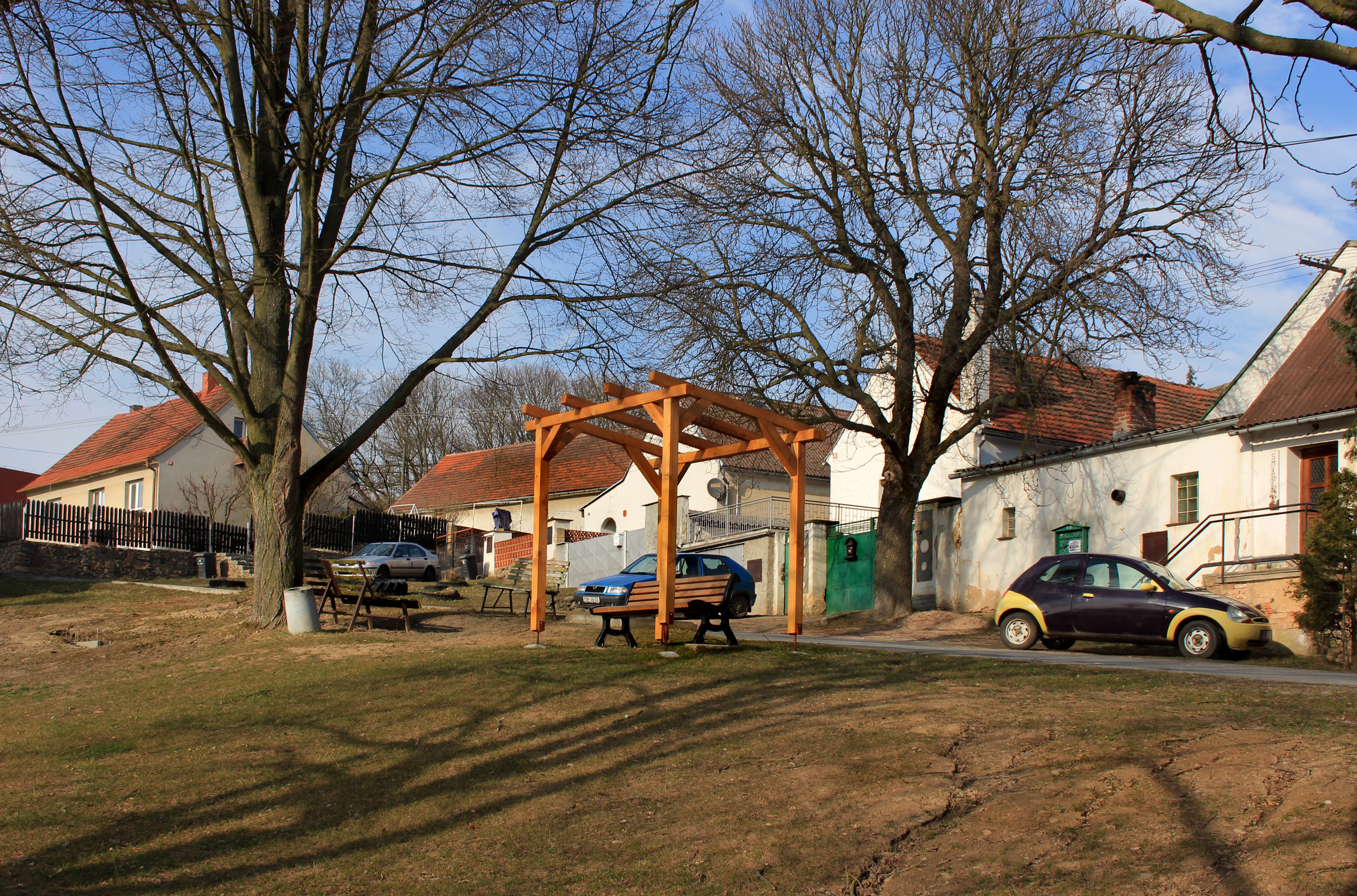
Východní část vesnice

Millachové měli rochlovský zámek a panství ve svém držení téměř 70 let. Za jejich působení došlo na zámku k několika přestavbám a data těchto přestaveb korespondují s daty, kdy se zámek dostal do rukou nového dědice. Byly provedeny některé úpravy v dispozici zámku, východní křídlo v 1. NP i 2. NP bylo rozděleno příčkami, vzhledem také k množícím se protipožárním nařízením došlo za Jana Kryštofa Arnošta k provedení podbitých podhledů stropů ve 2. NP. Jako hejtman si to mohl zcela jistě dovolit a zámek byl v té době zrekonstruován.
Po Volfgangu Leopoldovi z Millachu dědila před rokem 1738 vdova Kateřina Sylvie roz. Cedvicová a roku 1748 jejich syn Jan Kryštof Arnošt (Ebel 1989 11-12; Bystrický 1975, 148).
Školní kronika v roce 1909 uvádí, že v roce 1772 měl majetek hodnotu 61 tisíc zlatých s čistým ziskem 2 400 zlatých. K roku 1788 bylo v Rochlově celkem 22 popisných čísel a majitelem statku se zámečkem je krajský hejtman Klatovského kraje rytíř Jan Kryštof Arnošt z Millachu (Schaller 1788. 116). Roku 1791 se jeho syn, vrchní lajtnant pěchoty Jan Millach (zřejmě ne poprvé) oženil s Františkou Amandou (svatbu připomíná svatební smlouva z roku 1791, kde se uvádí, že v případě smrti manžela má vdova právo bydlet na rochlovském statku až do svého znovuvydání (Ebel 1989,12)) a už roku 1796 (ve školní kronice se uvádí k roku 1798) Janův syn (zřejmě z předešlého manželství) Baptista Millach jménem svého otce rochlovský statek prodal.

## Obyvatelstvo
| Rok            | 1869 | 1880 | 1890 | 1900 | 1910 | 1921 | 1930 | 1950 | 1961 | 1970 | 1980 | 1991 | 2001 | 2011 | 2021 |
| -------------- | ---- | ---- | ---- | ---- | ---- | ---- | ---- | ---- | ---- | ---- | ---- | ---- | ---- | ---- | ---- |
| Počet obyvatel | 328  | 502  | 584  | 664  | 588  | 569  | 604  | 436  | 391  | 341  | 303  | 227  | 253  | 250  | 287  |
| Počet domů     | 38   | 53   | 65   | 67   | 74   | 75   | 98   | 101  | 92   | 88   | 84   | 85   | 92   | 98   | 105  |

## Obecní správa
V letech 1869–1980 Rochlov byl obcí v okrese Stříbro (1869–1950) a později v okrese Plzeň-sever. Od 1. července 1980 do 23. listopadu 1990 patřil jako část obce k Blatnici a od 24. listopadu 1990 je opět samostatnou obcí. V letech 1961–1980 k obci patřily Kbelany.

### Obecní symboly
Znak a vlajka byly obci uděleny rozhodnutím předsedy Poslanecké sněmovny Parlamentu České republiky dne 19. ledna 2007.

## Pamětihodnosti

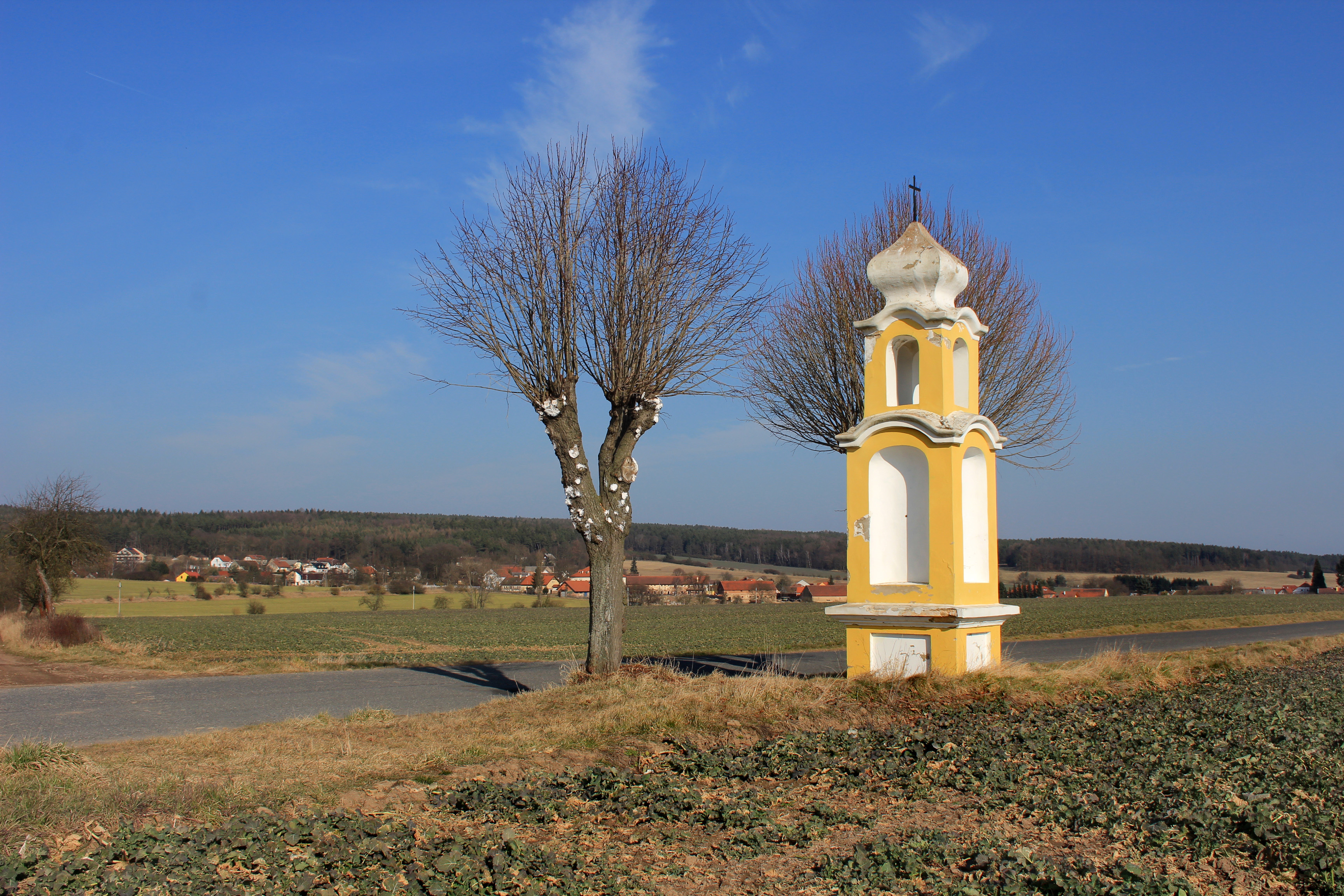
Výklenková kaplička u hlavní silnice

- Na západním okraji vesnice stojí hospodářský dvůr s barokním rochlovským zámkem postaveným v roce 1711 Františkem Údrčským z Údrče.[8]
- Boží muka při cestě do Kbelan